# Lasioglossum acarophilum
Lasioglossum acarophilum är en biart som beskrevs av Mcginley 1986. Lasioglossum acarophilum ingår i släktet smalbin, och familjen vägbin. Inga underarter finns listade i Catalogue of Life.